# Promicrogaster polyporicola
Promicrogaster polyporicola är en stekelart som beskrevs av Muesebeck 1958. Promicrogaster polyporicola ingår i släktet Promicrogaster och familjen bracksteklar. Inga underarter finns listade i Catalogue of Life.